# Liste von nuklearen Boden-Boden-Raketen
Diese Liste stellt eine Auswahl von Boden-Boden-Raketen dar. Die Sortierung erfolgt nach Einsatz- bzw. Produktionsstaat.

## Frankreich
| NATO-Code | Bezeichnung | Org. BezTyp | Typ  | Startvorrichtung | Antrieb   | Gewicht (t) | Anzahl | Indienst -stellung | Außerdienst -stellung | max. Reichw. (km) | Sprengkopf |
| --------- | ----------- | ----------- | ---- | ---------------- | --------- | ----------- | ------ | ------------------ | --------------------- | ----------------- | ---------- |
|           | S1          | SSBS S1     | IRBM |                  |           | 25,0        |        | 1965               | 1968                  |                   | Nuklear    |
|           | S2          | SSBS S2     | IRBM |                  |           | 31,9        |        | 1971               | 1982                  |                   | Nuklear    |
|           | S3          | SSBS S3     | IRBM | Silo             | Feststoff |             | 18     | 1980               | 1998                  | 3.000             | Nuklear    |
|           | Pluton      | Pluton      | SRBM | Mobil            | Feststoff | 2,4         | 120    | 1974               | 1993                  | 120               | Nuklear    |
|           | Hades       | Hades       | SRBM | Mobil            | Feststoff | 1,9         | 30     | 1992               | 1997                  | 480               | Nuklear    |

## Israel
| NATO-Code | Bezeichnung | Org. BezTyp | Typ  | Startvorrichtung | Antrieb   | Gewicht (t) | Anzahl | Indienst -stellung | Außerdienst -stellung | max. Reichw. (km) | Sprengkopf |
| --------- | ----------- | ----------- | ---- | ---------------- | --------- | ----------- | ------ | ------------------ | --------------------- | ----------------- | ---------- |
|           | Jericho I   | Luz YA-1    | SRBM | Rampe            | Feststoff | 6.4         | 100    | 1971               | 1980                  | 500               | Nuklear    |
|           | Jericho II  | Luz YA-2    | MRBM |                  | Feststoff | 13,0        |        | 1985               | 2005                  | 1.500             | Nuklear    |
|           | Jericho III | Luz YA-3    | ICBM | Silo             | Feststoff |             |        | 2005               | Gegenwart             | 3.500–11.500      | Nuklear    |

## Nordkorea
| NATO-Code   | Bezeichnung  | Org. BezTyp  | Typ  | Startvorrichtung | Antrieb           | Gewicht (t) | Anzahl | Indienst -stellung | Außerdienst -stellung | max. Reichw. (km) | Sprengkopf |
| ----------- | ------------ | ------------ | ---- | ---------------- | ----------------- | ----------- | ------ | ------------------ | --------------------- | ----------------- | ---------- |
|             | Rodong-1     | Rodong-1     | MRBM | Rampe            | Flüssigtreibstoff | 16,0        |        | ?                  |                       | 1.300             | ?          |
|             | Taepodong-1  | Taepodong-2  | ICBM | Rampe            | Flüssigtreibstoff | 33,4        |        | ?                  |                       |                   | ?          |
|             | Taepodong-2  | Taepodong-2  | ICBM | Rampe            | Flüssigtreibstoff | 79,1        |        | ?                  |                       | 4.000             | ?          |
| KN-11       | Pukguksong-1 | Pukguksong-1 | SLBM | U-Boot           | Festtreibstoff    | ?           |        | in der Entwicklung |                       | 2.000             | ?          |
| KN-15       | Pukguksong-2 | Pukguksong-2 | MRBM | Mobil            | Festtreibstoff    | ?           |        | in der Entwicklung |                       | 3.000             | ?          |
| KN-17       | Hwasong-12   | Hwasong-12   | MRBM | Mobil            | Flüssigtreibstoff | ?           |        | in der Entwicklung |                       | 4.500             | ?          |
| KN-08/KN-14 | Hwasong-13   | Hwasong-13   | ICBM | Mobil            | Flüssigtreibstoff | ?           |        | in der Entwicklung |                       | 11.500            | ?          |
| KN-20       | Hwasong-14   | Hwasong-14   | ICBM | Rampe            | Flüssigtreibstoff | ?           |        | in der Entwicklung |                       | 10.700            | ?          |
| KN-22       | Hwasong-15   | Hwasong-15   | ICBM |                  |                   |             |        | in der Entwicklung |                       | 13.000            | ?          |

## Pakistan
| NATO-Code | Bezeichnung | Org. BezTyp         | Typ  | Startvorrichtung | Antrieb           | Gewicht (t) | Anzahl | Indienst -stellung | Außerdienst -stellung | max. Reichw. (km) | Sprengkopf |
| --------- | ----------- | ------------------- | ---- | ---------------- | ----------------- | ----------- | ------ | ------------------ | --------------------- | ----------------- | ---------- |
|           | Ghauri      | Ghauri-I/Shaheen-IV | MRBM | Silo             | Flüssigtreibstoff | 80,0        |        | in der Entwicklung |                       | 3.000–3.520       | Nuklear    |

## Russland/Sowjetunion (UdSSR)
| NATO-Code | Nato-Bezeichnung          | Org. BezTyp   | Typ  | Startvorrichtung | Antrieb           | Gewicht (t) | Anzahl | Indienst -stellung | Außerdienst -stellung | max. Reichw. (km) | Sprengkopf                                                                |
| --------- | ------------------------- | ------------- | ---- | ---------------- | ----------------- | ----------- | ------ | ------------------ | --------------------- | ----------------- | ------------------------------------------------------------------------- |
| SS-1      | Scud                      | R-11/R-17     | SRBM | Mobil            | Flüssigtreibstoff | 6,5         |        | 1955               | 1985                  | 300               | Nuklear, Konventionell, Chemisch, Aerosol, Splitterbomben, Bomblets       |
| SS-3      | Shyster                   | R-5           | MRBM | Rampe            | Flüssigtreibstoff | 28,0        | 48     | 1953               | 1959                  | 1.200             | Konventionell, Nuklear                                                    |
| SS-4      | Sandal                    | R-12          | MRBM | Rampe, Silo      | Flüssigtreibstoff | 41,7        | 170    | 1959               | 1989                  | 2.000             | Nuklear                                                                   |
| SS-5      | Skean                     | R-14          | MRBM | Rampe            | Flüssigtreibstoff | 87,0        | 100    | 1961               | 1984                  | 4.500             | Nuklear                                                                   |
| SS-6      | Sapwood                   | R-7           | ICBM | Rampe            | Flüssigtreibstoff | 170,0       | 6      | 1960               | 1968                  | 12.000            | Nuklear                                                                   |
| SS-7      | Saddler                   | R-16          | ICBM | Rampe            | Flüssigtreibstoff | 146,6       | 202    | 1961               | 1979                  | 11.000            | Nuklear                                                                   |
| SS-8      | Sasin                     | R-9           | ICBM | Rampe, Silo      | Flüssigtreibstoff |             | 23     | 1961               | 1976                  | 11.000            | Nuklear                                                                   |
| SS-9      | Scarp                     | R-36          | ICBM | Silo             | Flüssigtreibstoff | 210,0       | 308    | 1966               | 1983                  | 15.200            | Nuklear, MIRV                                                             |
| SS-10     | Scrag                     | UR-200        | ICBM |                  | Flüssigtreibstoff |             | 3      | 1962               | 1964                  | Orbitalbahn       | Prototyp                                                                  |
| SS-11     | Sego                      | UR-100        | ICBM | Mobil            | Flüssigtreibstoff | 42,3        | 1530   | 1966               | 1996                  | 10.600            | Nuklear                                                                   |
| SS-12     | Scaleboard (Scaleboard-A) | TR-1 Temp     | SRBM | Mobil            | Flüssigtreibstoff | 9,7         | 718    | 1965               | 1989                  | 900               | Nuklear                                                                   |
| SS-13     | Savage                    | RT-2          | ICBM | Silo, Eisenbahn  | Feststoff         | 34,0        | 60     | 1969               | 1996                  | 8.000             | Nuklear                                                                   |
| SS-14     | Scamp/Scapegoat           | RT-15         | MRBM | Mobil            | Feststoff         | 17,5        |        | 1965               | 1970                  | 3.000             | Nuklear                                                                   |
| SS-15     | Scrooge                   | RT-20P        | ICBM | Mobil            | Feststoff         | 30,2        |        | 1967               | 1969                  | 11.000            | Nuklear                                                                   |
| SS-16     | Sinner                    | RT-21         | ICBM | Mobil            | Feststoff         | 44,2        | 200    | 1971               | 1985                  | 10.500            | Nuklear                                                                   |
| SS-17     | Spanker                   | MR UR-100     | ICBM | Mobil            | Flüssigtreibstoff | 71,1        | 150    | 1975               | 1997                  | 11.000            | Nuklear                                                                   |
| SS-18     | Satan                     | R-36M         | ICBM | Silo             | Flüssigtreibstoff | 210,0       | 308    | 1975               | Gegenwart             | 15.200            | Nuklear, MIRV                                                             |
| SS-19     | Stiletto                  | UR-100N       | ICBM | Silo             | Flüssigtreibstoff | 105,6       | 360    | 1975               | Gegenwart             | 10.000            | Nuklear, MIRV                                                             |
| SS-20     | Saber                     | RSD-10        | MRBM | Mobil, Silo      | Feststoff         | 37,0        | 495    | 1976               | 1991                  | 5.500             | Nuklear, MIRV                                                             |
| SS-21     | Scarab                    | Totschka      | SRBM | Mobil            | Feststoff         | 2,0         | 1200   | 1977               | Gegenwart             | 185               | Nuklear, Konventionell                                                    |
| SS-22     | Scaleboard (Scaleboard-B) | TR-1 Temp     | SRBM | Mobil            | Feststoff         | 9,7         |        | 1965               | 1989                  | 900               | Nuklear                                                                   |
| SS-23     | Spider                    | R-400 OKA     | SRBM | Mobil            | Feststoff         | 4,4         | 239    | 1980               | 1989                  | 480               | Nuklear                                                                   |
| SS-24     | Scalpel                   | RT-23         | ICBM | Silo, Eisenbahn  | Feststoff         | 104,5       | 56     | 1987               | 2008                  | 11.000            | Nuklear, MIRV                                                             |
| SS-25     | Sickle                    | RT-2PM        | ICBM | Mobil            | Feststoff         | 45,1        | 288    | 1985               | 2023                  | 10.500            | Nuklear                                                                   |
| SS-26     | Stone                     | Iskander      | SRBM | Mobil            | Feststoff         | 3,8         | 60     | 2005               | Gegenwart             | 415               | Nuklear, Konventionell, Minen, Bunkerbuster, Aerosol, Bomblets und SPBE-D |
| SS-27     | Sickle-B                  | RT-2PM2/RS-24 | ICBM | Silo / Mobil     | Feststoff         | 47,2        | 65     | 1998/2009?         | Gegenwart             | 10.500            | MARV, MIRV                                                                |

## Vereinigtes Königreich
| NATO-Code | Bezeichnung | Org. BezTyp | Typ  | Startvorrichtung | Antrieb           | Gewicht (t) | Anzahl | Indienst -stellung       | Außerdienst -stellung    | max. Reichw. (km) | Sprengkopf             |
| --------- | ----------- | ----------- | ---- | ---------------- | ----------------- | ----------- | ------ | ------------------------ | ------------------------ | ----------------- | ---------------------- |
|           | Blue Streak | Blue Streak | MRBM | Silo             | Flüssigtreibstoff | 90,0        | 8      | nicht in Dienst gestellt | nicht in Dienst gestellt | 3.700             | Nuklear, Konventionell |

## Vereinigte Staaten
| NATO-Code         | Nato Bezeichnung | Org. BezTyp | Typ  | Startvorrichtung         | Antrieb                      | Gewicht (t) | Anzahl | Indienst -stellung       | Außerdienst -stellung    | max. Reichw. (km) | Sprengkopf                                                      |
| ----------------- | ---------------- | ----------- | ---- | ------------------------ | ---------------------------- | ----------- | ------ | ------------------------ | ------------------------ | ----------------- | --------------------------------------------------------------- |
| CGM-16            | Atlas            | CGM-16      | ICBM | Rampe, Bunker, Silo-Lift | Flüssigtreibstoff            | 116,0       | 350    | 1959                     | 1965                     | 10.000            | Nuklear (W38 oder W49)                                          |
| HGM-25A           | Titan I          | HGM-25A     | ICBM | Silo-Lift                | Flüssigtreibstoff            |             | 57     | 1962                     | 1965                     | 10.000            | Nuklear (W38)                                                   |
| LGM-25C           | Titan II         | HGM-25B     | ICBM | Silo                     | Flüssigtreibstoff            |             | 57     | 1963                     | 1987                     | 10.000            | Nuklear (W53)                                                   |
| LGM-30A/B         | Minuteman I      | LGM-30A/B   | ICBM | Silo                     | Feststoff                    |             | 800    | 1962                     | 1987                     | 10.000            | Nuklear (W56 oder W59)                                          |
| LGM-30F           | Minuteman II     | LGM-30F     | ICBM | Silo                     | Feststoff                    | 33,0        | 500    | 1966                     | 1992                     | 11.300            | Nuklear (W56)                                                   |
| LGM-30G           | Minuteman III    | LGM-30G     | ICBM | Silo                     | Feststoff                    | 35,3        | 500    | 1970                     | Gegenwart                | 13.000            | Nuklear (W62 oder W78), MIRV                                    |
| LGM-118A          | Peacekeeper      | LGM-118A    | ICBM | Silo                     | Feststoff, Flüssigtreibstoff | 88,4        | 50     | 1986                     | 2005                     | 10.000            | W87 MIRV                                                        |
| MGM-134           | Midgetman        | MGM-134     | ICBM | Mobil                    | Feststoff                    | 13,6        | 2      | Nicht in Dienst gestellt | Nicht in Dienst gestellt | 11.000            | MARV                                                            |
| MGR-1             | Honest John      | MGR-1       | SRBM | Mobil                    | Feststoff                    | 2,7         | 7089   | 1959                     | 1982                     | 37                | Nuklear (W7 oder W31), Konventionell                            |
| MGM-5             | Corporal         | MGM-5       | SRBM | Mobil                    |                              |             | 1100   | 1954                     | 1967                     | 120               | Nuklear (W7), Konventionell                                     |
| MGM-29A           | Sergeant         | MGM-29A     | SRBM | Mobil                    | Feststoff                    | 4,5         | 300    | 1963                     | 1969                     | 140               | Nuklear (W52), Konventionell                                    |
| MGM-18            | Lacrosse         | MGM-18      | SRBM | Mobil                    | Feststoff                    | 1,0         | 1194   | 1959                     | 1964                     | 30                | Nuklear (W40), Konventionell                                    |
| MGM-52            | Lance            | MGR-52      | SRBM | Mobil                    | Flüssigtreibstoff            | 1,2         | 1200   | 1973                     | 1988                     | 130               | Nuklear (W70), Splitter, Bomblets (Submunition), Neutronenwaffe |
| PGM-17            | Thor             | PGM-17      | IRBM | Rampe                    | Flüssigtreibstoff            | 44,0        |        | 1959                     | 1963                     | 2.400             | Nuklear (W49)                                                   |
| PGM-11A/ SSM-A-14 | Jupiter-C        | Redstone    | SRBM | Rampe                    | Flüssigtreibstoff            | 27,8        | 128    | 1958                     | 1964                     | 320               | Nuklear (W39)                                                   |
| MGM-31A           | Pershing I       | MGM-31A     | SRBM | Mobil                    | Feststoff                    | 4,6         | 248    | 1965                     | 1991                     | 740               | Nuklear (W50)                                                   |
| MGM-31B           | Pershing II      | MGM-31B     | MRBM | Mobil                    | Feststoff                    | 7,4         | 180    | 1976                     | 1991                     | 1.770             | Nuklear (W85)                                                   |

## Volksrepublik China
| NATO-Code   | Bezeichnung | Org. BezTyp  | Typ  | Startvorrichtung | Antrieb           | Gewicht (t) | Anzahl | Indienst -stellung       | Außerdienst -stellung    | max. Reichw. (km) | Sprengkopf                                                |
| ----------- | ----------- | ------------ | ---- | ---------------- | ----------------- | ----------- | ------ | ------------------------ | ------------------------ | ----------------- | --------------------------------------------------------- |
| CSS-1       | DF-2        | Dongfeng-2   | MRBM | Mobil            | Flüssigtreibstoff | 32,0        | 100    | 1966                     | 1984                     | 1.050             | Nuklear 1,5 Tonnen (15–20 kT)                             |
| CSS-2       | DF-3        | Dongfeng-3   | MRBM | Mobil            | Flüssigtreibstoff | 64,0        | 100    | 1970                     | Gegenwart                | 2.650             | Nuklear, Konventionell                                    |
| CSS-3       | DF-4        | Dongfeng-4   | MRBM | Silo, Rampe      | Flüssigtreibstoff | 82,0        |        | 1979                     | Gegenwart                | 4.750             | Nuklear, Konventionell                                    |
| CSS-4       | DF-5        | Dongfeng-5   | ICBM | Silo             | Flüssigtreibstoff | 183,0       |        | 1979                     | Gegenwart                | 13.000            | Nuklear, Konventionell, MIRV                              |
|             | DF-6        | Dongfeng-6   | ICBM | Silo             | Flüssigtreibstoff |             |        | Nicht in Dienst gestellt | Nicht in Dienst gestellt |                   | Nuklear                                                   |
| CSS-6       | DF-15       | Dongfeng-15  | SRBM | Mobil            | Feststoff         | 6,2         | 360    | 1989                     | Gegenwart                | 600               | Nuklear, Splitter, Bomblets (Submunition), EMP Sprengkopf |
| CSS-11      | DF-16       | Dongfeng-16  | SRBM | Silo, Mobil      | Feststoff         |             |        | 2013/14                  | Gegenwart                | 800–1000          | Nuklear (3 × MIRVs), Konventionell                        |
|             | DF-17       | Dongfeng 17  | MRBM | Mobil            | Feststoff         | ~15         |        | 2019                     |                          | ~1800–2500        | Nuklear, Konventionell                                    |
| CSS-5       | DF-21       | Dongfeng-21  | MRBM | Mobil            | Feststoff         | 14,2        | 40     | 1985                     | Gegenwart                | 2.500             | Nuklear                                                   |
| CSS-7       | DF-11       | Dongfeng-11  | SRBM | Mobil            | Feststoff         | 4,2         | 1070   | 1992                     | Gegenwart                | 350               | Nuklear, Splitter, Submunition oder FAE                   |
| CSS-X-15    | DF-12       | Dongfeng-12  | SRBM | Mobil            | Feststoff         | 4,01        |        | 2013                     | Gegenwart                | 280               | Splitter, Penetration, Submunition oder FAE               |
|             | DF-22       | Dongfeng-22  | ICBM | Silo             | Flüssigtreibstoff |             |        | Nicht in Dienst gestellt | Nicht in Dienst gestellt |                   | Nuklear                                                   |
|             | DF-25       | Dongfeng-25  | IRBM | Silo, Mobil      | Feststoff         |             |        | nach 2010                |                          | 3.200–4.000       | Nuklear, Konventionell                                    |
|             | DF-26       | Dongfeng-26  | IRBM | Silo, Mobil      | Feststoff         |             |        | 2016                     |                          | 3.500             | Nuklear, Konventionell                                    |
| CSS-9 mod 1 | DF-31       | Dongfeng-31  | ICBM | Silo, Mobil      | Feststoff         |             | <10    | 2006                     |                          | 7.200+            | Nuklear                                                   |
| CSS-9 mod 2 | DF-31A      | Dongfeng-31A | ICBM | Silo, Mobil      | Feststoff         |             | <10    | 2007                     |                          | 11.200+           | Nuklear                                                   |
| CSS-20      | Dongfeng 41 | Dongfeng-41  | ICBM | Silo, Mobil      | Feststoff         |             |        | 2017                     |                          | 12.000–15.000     | Nuklear (1 × 1 Mt oder bis zu 10 × MIRVs je 20/90/150 kT) |